# Barum

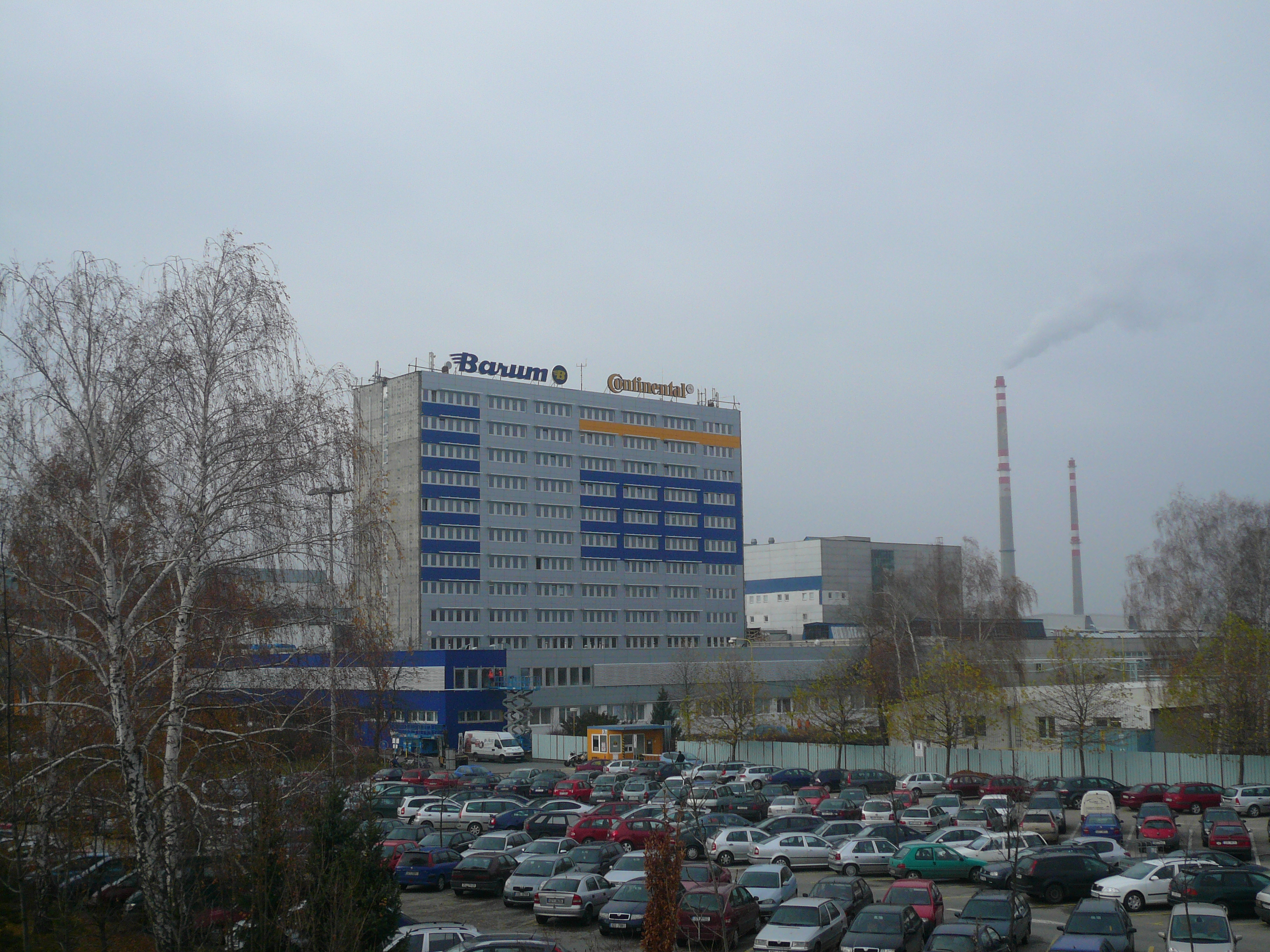
Офисное здание Continental Barum s.r.o.

Continental Barum s.r.o. (ранее просто Barum) — производитель резиновых шин в Чешской Республике под брендом Barum.

## История

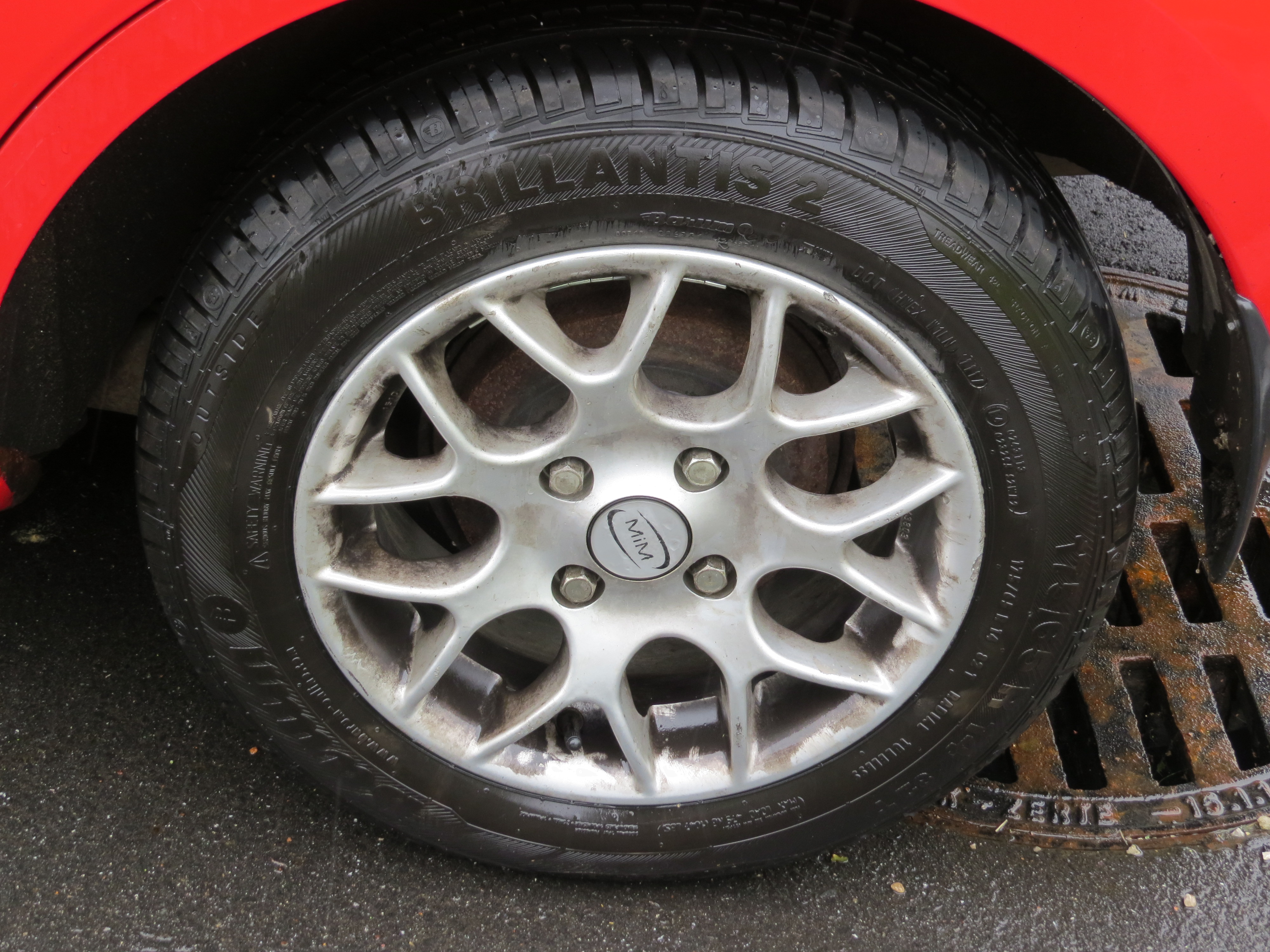
Barum Brillantis 2 175/65 R 14 (2017)

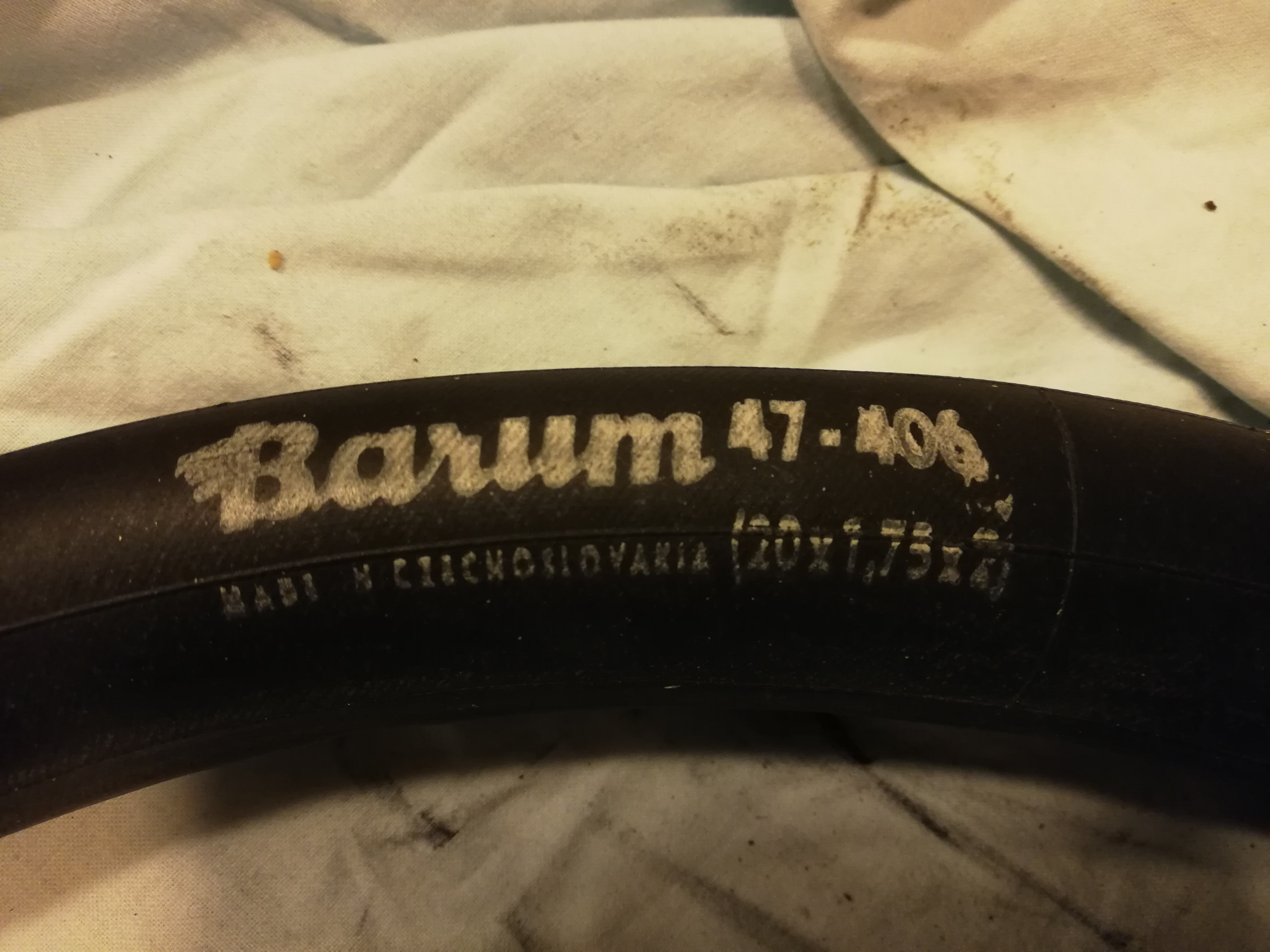
Велокамера Barum 20" x 1.75

Шинная компания Barum была создана как дочерняя компания Bata Shoes, которая производила в Чехословакии сапоги на резиновой подошве. Высокая стоимость железнодорожного транспорта побудила компанию Bata использовать собственный парк транспортных средств для перевозки грузов автомобильным транспортом, и в 1934 году, чтобы противодействовать высоким затратам, связанным с импортом шин для своего парка транспортных средств, компания решила производить шины для собственного использования. В 1948 году были объединены три крупнейшие компании по производству каучука в Чехословакии — Bata в Злине, Rubena (ранее Kudrnáč) в Находе и Mitas (Michelin + Veritas) в Градеке-над-Нисоу. Семья Бата потеряла контроль над компанией, которая была конфискована государством, после чего была создана компания Barum.
В 1966 году началось строительство нового производственного предприятия в Отроковице, а в следующем году на заводе в Злине была произведена первая радиальная шина. В 1953 году, после Октябрьской революции 1917 года в России, завод был переименован в Rudý říjen (Красный Октябрь).
В 1972 году, когда был построен новый завод в Отроковице, производство шин в Злине было прекращено.
В 1983 году компания Barum впервые выступила спонсором соревнований по ралли. В то время никто и представить себе не мог, что эти гонки станут важным событием в календаре мирового автоспорта. В настоящее время Barum Czech Rally Zlin является одним из этапов Чемпионата Европы по ралли. Кроме того, на протяжении многих лет Barum поддерживает гонки на исторических раллийных автомобилях Star Rally Historic.
В 1992 году было подписано соглашение о создании совместного предприятия с немецкой компанией Continental AG.